# Albert Bouvet
Albert Bouvet (Melleg, 28 de febrero de 1930 - Essonne, 20 de mayo de 2017) fue un ciclista francés, que fue profesional entre 1954 y 1964. Desarrolló su carrera deportiva tanto en carretera como en pista, conseguido victorias en los dos campos. Fue conocido como "Môme Sparadrap", señor esparadrapo. 
Su victoria más destacada estuvo en la París-Tours de 1956, siendo el último francés que ganaba esta cursa hasta que al cabo de 42 años, el 1998, Jacky Durand rompió la sequía de victorias en esta clásica francesa.
Al retirarse del ciclismo profesional continuó vinculado a este deporte, trabajando en la organización de la París-Roubaix, localizando nuevos tramos de pavé, y del Tour de Francia. 
Una cursa disputada entre las villas de Saint-Grégoire y Saint-Georges-de-Reintembault lleva el nombre de Trofeu Albert-Bouvet. 

## Palmarés en ruta
- 1954
  - 1º en la Manche-Océan
  - 1º en el Tour del Orne y vencedor de una etapa
  - 1º en Mélesse
  - Vencedor de una etapa en el Circuito de las 6 provincias
- 1955
  - 1º en los Boucless del Sena
  - 1º en los Boucles lleva Bas-Limousin
  - 1º en Lanveur
  - Vencedor de una etapa del Tour del Sudeste
- 1956
  - 1º en la París-Tours
  - 1º en el Circuito de Finistère
  - 1º en Larrec
  - 1º en Rostronen
  - Vencedor de una etapa del Tour del Oeste
- 1957
  - 1º en Saint Pierre le Moutiers
- 1959
  - 1º en Plougasnou
  - 1º en La Bouexière
  - 1º ena Saint-Hilaire lleva Harcouët
  - 1º en Valognes
  - Vencedor de 2 etapas en el Tour de Romandía
- 1960
  - 1º en Pérugné
  - 1º en Scaër
- 1961
  - 1º en Ploerdut
- 1963
  - 1º en Rennes

### Resultados al Tour de Francia
- 1955. Abandona (3a etapa)
- 1957. 50è de la clasificación general
- 1959. Eliminado (13a etapa)
- 1961. Abandona (12a etapa)
- 1962. Abandona (12a etapa)

## Palmarés en pista
- 1957
  - Campeón de Francia de invierno de persecución 
  - 2º en el Campeonato del Mundo de persecución
- 1958
  - Campeón de Francia de persecución
- 1959
  - Campeón de Francia de persecución 
  - 2º en el Campeonato del Mundo de persecución
- 1960
  - Campeón de Francia de persecución
- 1962
  - Campeón de Francia de persecución
- 1963
  - Campeón de Francia de persecución